# Zo
Zo (Zou), narod iz skupine Kuki-Čin, tibetsko-burmanske porodice, naseljen u Burmi u državi Chin u brdima planina Chin, te u Indiji u državama Manipur i Assam. Populacija im iznosi oko 63.000 od čega 39,000 u Burmi, ostali u Indiji.
Većina podataka o njima potječe od Vincentiousa Sangermanoa, rimokatoličkog misionara koji je pristigao u Burmu 1783. i napisao knjigu "A Description of the Burmese Empire", koja je izdana 1835.
Zo su bili samostalan narod sve do njihovoh pokoravanja od strane Engleza koje je u Indiji završlo 1947 i u Burmi 1948., osamostaljivanjem ovih država. Engleski izvori u Indiji spominju ih kao Yo ili Yaw, dok su sebe nazivali Jou a indijska vlada ih je 1956. službeno priznala pod imenom Zou.
Jezik zome, nazivan i zorni, zomi, zou, zo, kuki chin, član je sjeverne skupine kuki-Čin jezika.